# Закон Бартоломе
Закон Бартоломе — закон уподобления общеарийских (индоиранских) глухих смычных *p, *t, *k предшествующим звонким придыхательным *bh, *dh, *gh, сформулированный в 1885 году Христианом Бартоломе.
Согласно данному закону, группы согласных bh + t, bh + k, dh + k, dh + p, gh + p, gh + t и т. п. превращаются в древнеиндийском языке в сочетания bdh, bgh, dgh, dbh, gbh, gdh и т. д. (например, причастия на ‑ta- от глаголов lábhate ‘берёт’, bódhati ‘бодрствует, замечает, узнаёт’, dáhati ‘сжигает’ имеют вид labdhá ‘взятый’ из *labh-tá‑, buddhá ‘узнанный’, ‘замеченный’ из *budh-ta‑, dagdhá ‘сожжённый’ из *dagh-tá‑, от корня doh‑/duh- ‘доить’ 3‑е лицо единственного числа — dógdhi из *dogh-ti).